# Сахарный (Хакасия)
Сахарный (хак. Сахарнай) — упразднённый посёлок в Усть-Абаканском районе Хакасии. Относится к юрисдикции Сапоговского сельсовета. Упразднён в 2025 году.

## География
Находится в юго-восточной части Усть-Абаканского муниципального район, в 27 км к юго-западу от райцентра — пгт Усть-Абакан и в 12 км от Абакана.
По территории поселка протекает водоток, местными жителями именуемый ручей Сахарный.

## История
Посёлок появился в 1959 году после решения Правительства Хакасии об увеличении земель сельскохозяйственного назначения.

## Экономика
До 2002 года функционировал элеватор и сахарный завод.
Большая часть жителей работает в соседнем поселке Ташеба.
На территории Сахарного находится 2 фермерских хозяйства.

## Инфраструктура
Есть начальная школа и фельдшерский пункт скорой помощи.

## Население
| 2002 | 2010 |
| ---- | ---- |
| 194  | ↘125 |

## Транспорт
111 маршрут — г. Абакан (АВ) — п. Ташеба — ост. п. Сахарный — ост. ж/д казармы — ост. п. Тигей — п. Оросительный — п. Имени Ильича